# Parantica davidi
Parantica davidi је врста лептира из породице шаренаца (лат. Nymphalidae).

## Распрострањење
Филипини су једино познато природно станиште врсте.

## Станиште
Врста Parantica davidi има станиште на копну.

## Угроженост
Ова врста је крајње угрожена и у великој опасности од изумирања.